# Mario Party: Island Tour
Mario Party: Island Tour (Japans: マリオパーティ アイランドツアー; Mario Pātī Airando Tsuā) is het Mario Partyspel voor de Nintendo 3DS en het veertiende deel uit de Mario Partyserie. Het spel bevat 81 minigames.
In het spel worden Mario en zijn vrienden uitgenodigd om te feesten op Party-eiland, maar Bowser bederft het plezier.

## Bespeelbare personages
- Mario
- Luigi
- Wario
- Waluigi
- Yoshi
- Peach
- Daisy
- Toad
- Boo
- Bowser Jr. (ontgrendelbaar door Bowsers Toren uit te spelen)

## Ontvangst
- GameRankings: 62,78%
- Metacritic: 57%
- Game Revolution: 3 uit 5
- GamesRadar: 3 uit 5
- GameSpot: 7 uit 10
- IGN: 5,5 uit 10
- Nintendo World Report: 8,5 uit 10
- Pocket Gamer UK: 6 uit 10